# Генерал галер Франции
Генерал галер Франции (фр. général des galères de France) — один из высших чинов флота Французского королевства в XV—XVIII веках.

## История
Галерный флот Франции появился на Средиземном море в XIII веке; после присоединения к короне графства Прованс (1481) его главной базой стал порт Марселя. Командующие средиземноморскими силами именовались по-разному: капитанами или генерал-капитанами галер, а также адмиралами Прованса или Леванта.
Должность генерала галер оформилась к 1497 году, а ордонанс Карла IX, изданный в Амбуазе в апреле 1562 года и зарегистрированный Парламентом 8 июня 1563 года, определил полномочия этого офицера.
Как и адмирал Франции, в подчинении которого он находился, генерал галер и командующий морями Леванта, как правило, осуществлял общее руководство структурой, получившей название корпуса галер. Непосредственное командование операциями к XVII веку перестало быть его прямой обязанностью.
В подчинении генерала находился генеральный секретарь галер (с 1646 года), выполнявший административные функции, а офицерский корпус состоял из шефов эскадр галер (36 человек между 1674 и 1748 годами), которым подчинялись капитаны галер, и младших офицеров: лейтенантов и мичманов галер (с марта 1681 года).
С 1572 по 1635 год должность находилась в руках семейства Гонди, у которого ее в марте 1635 года кардинал Ришельё выкупил за 560 000 ливров для своего племянника маркиза де Понкурле. 17 февраля 1636 года она была временно объединена с постом великого магистра навигации и коммерции, но в 1638—1639 годах снова стала самостоятельной.
В 1661 году Никола Фуке купил ее за 200 000 ливров у родственников Ришельё, чтобы передать одной из своих креатур, Франсуа де Бланшфору, маркизу де Креки.
По окончании войны за Австрийское наследство в сентябре 1748 года корпус галер был ликвидирован.
В качестве знака должности на гербе генерала галер позади щита помещался малый якорь.

## Генералы галер
- 1497 — 1518 — Прежан де Биду (ок. 1468—1518)
- 1518 — 1521 — Бернарден де Бо (ум. 1527)
- 1521 — 1524 — Бернар д'Орнезан (ум. 1540)
- 1524 — 1528 — Андреа Дориа (1466—1560), князь Мельфи
- 1528 — 1537 — Антуан де Ларошфуко (ум. 1537), сеньор де Барбезьё
- 1544 — 1547 — Полен де Лагард (ум. 1578)
- 1547 — 1554 — Леоне Строцци (1515—1554)
- 1557 — 1563 — Франсуа Лотарингский (ок. 1534—1563), великий приор Мальтийского ордена во Франции
- 1563 — 1566 — Рене Лотарингский (ок. 1536—1566), маркиз д'Эльбёф
- 1566 — 1572 — Полен де Лагард (ум. 1578)
- 1572 — 1574 — Шарль де Гонди (1536—1574), сеньор де Ла-Тур
- 1574 — 1578 — Полен де Лагард (ум. 1578)
- 1578 — 1579 — Анри д'Ангулем (1551—1586), великий приор Франции
- 1579 — 1596 — Шарль де Гонди (1569—1596), маркиз де Бель-Иль
- 1596 — 1598 — Альбер де Гонди (1522—1602), герцог де Рец
- 1598 — 1626 — Филипп-Эмманюэль де Гонди (1580—1662), граф де Жуаньи
- 1626 — 1635 — Пьер де Гонди (1602—1676), герцог де Рец
- 1635 — 1639 — Франсуа де Виньеро (ум. 1646), маркиз де Понкурле
- 1639 — 1642 — Жан-Арман де Майе-Брезе (1619—1646), герцог де Фронсак
- 1642 — 1643 — Франсуа де Виньеро (ум. 1646), маркиз де Понкурле
- 1642 — 1661 — Арман-Жан де Виньеро дю Плесси (1629—1715), герцог де Ришельё
- 1661 — 1669 — Франсуа де Бланшфор (ум. 1687), маркиз де Креки
- 1669 — 1679 — Луи-Виктор де Рошешуар-Мортемар (1636—1688), герцог де Вивонн
- 1679 — 1688 — герцог Луи де Рошешуар-Мортемар (1663—1688)
- 1688 — 1688 — Луи-Виктор де Рошешуар-Мортемар (1636—1688), герцог де Вивонн
- 1688 — 1694 — Луи-Огюст де Бурбон (1670—1736), герцог Омальский
- 1694 — 1712 — Луи-Жозеф де Бурбон (1654—1712), герцог де Бофор
- 1712 — 1716 — Рене де Фруле (1648—1725), граф де Тессе
- 1716 — 1748 — Жан-Филипп д'Орлеан (1702—1748), великий приор Франции